# Man of Tai Chi
Man of Tai Chi je kinesko-američki borilački film u kojem glume Keanu Reeves i Tiger Chen.
Film je Reevesov redateljski debi. Man of Tai Chi je višejezični film, djelomično inspiriran životom Reevesova prijatelja, kaskadera Tigera Chena.

## Radnja
Tiger Chen je jedini učenik stila "Ling Kong Tai Chi" starijeg majstora. Dok je Tiger uspješan u fizičkim aspektima treninga, njegov se majstor bori da mu usadi filozofske aspekte, te se boji za njegov karakter. Tiger skriva odlučnu ambiciju da dokaže učinkovitost stila, te se natječe na lokalnom natjecanju Wulin.
Kad mu tajanstveni Donaka Mark (Keanu Reeves) ponudi posao "zaštitara", Tiger ugrabi priliku da pobjegne od dosadnog posla kurira, no kad otkrije da mora postati plaćeni natjecatelj u ilegalnom borilištu, odbije kompromitirati svoju čast boreći se za novac. Međutim, brzo popusti kad dozna da šestogodišnjem hramu njegovog majstora prijeti rušenje, te shvaća da je Donakin novac jedina nada da ga spasi.
U Donakinom borilištu Tiger se suprotstavlja teškim protivnicima u brutalnoj borbi bez pravila. Donaka očito priprema Tigera za nešto posebno, pritišćući ga sve jače i jače. Tiger je dobro plaćen za svoje vrijeme, te daruje svojim roditeljima skupe poklone, ali njegov karakter počinje tamniti kako postaje sve nemilosrdnijim i okrutnijim borcem. Ubrzo je zbog svoje brutalnosti sramotno izbačen s natjecanja Wulin.
Kad ovo javno sramoćenje okalja ime stila "Ling Kong Tai Chi", čime gubi zaštitu kulturne baštine koja je štitila hram, Tiger shvati greške koje je napravio i složi se da surađuje s hongkonškom detektivkom Sun Jing Shi (Karen Mok) da razotkrije Donaku.
Uoči Tigerove zadnje borbe za Donakinu organizaciju, on otkrije da je publika, koja je promatrala njegove borbe, također promatrala i cijeli film sastavljen od potajno napravljenih snimaka njegovog života, oblikovanom da dokumentira korumpiranost njegovog karaktera, koja bi kulminirala u njegovom prvom ubojstvu planiranom za tu noć. Odbije boriti se protiv suparnika, zahtijevajući da se umjesto njega bori Donaka. Sposoban je zadržati svojeg protivnika dovoljno dugo da dođe policija i zatvori borilište.
Donaka pobjegne, te kasnije izazove samog Tigera u dvorištu hrama Ling Kong, gdje ga Tiger konačno pobijedi fatalnim zahvatom najtamnije tajne stila "Ling Kong Tai Chi".

## Uloge
- Chen Hu - Tiger Chen Linhu
- Keanu Reeves - Donaka Mark
- Karen Mok - Sun Jing Shi
- Simon Yam - nadzornik Wong
- Ye Qing - Qing Sha
- Yu Hai - majstor Yang
- Sam Lee - Tak Ming
- Michael Tong - policajac Yuan
- Iko Uwais - Gilang Sanjaya

## Produkcija
Produkciji, koja je počela 2008., prethodile su godine dotjerivanja scenarija. Tijekom petogodišnjeg pisanja scenarija i produkcije, Reeves je glumio u nekoliko filmova kategorije B, npr. u Henryjevom zločinu 2010. i Generation Um.... Kad je projekt napokon krenuo u fazu produkcije, snimanje je započelo u Kini i Hong Kongu.
Isprva se planiralo da se upotrijebi držač za kameru "Cam-Fu". Zbog tehničkih ograničenja, upotrijebljene su klasične kamere za snimanje scena borbi.

## Premijera
Film je premijerno prikazan 2013. na Filmskom festivalu u Pekingu i Filmskom festivalu u Cannesu. Također je bilo predviđeno prikazivanje na Internacionalnom filmskom festivalu u Torontu. Film je postao dostupan 27. rujna putem iTunes Storea, VOD-a, a u američkim kinima se počeo prikazivati 1. studenog 2013.
Film je pohvalio redatelj akcijskih filmova John Woo. Ima ocjenu od 71% na Rotten Tomatoes.